# Carmélites du Sacré-Cœur
Pour les articles homonymes, voir Carmélites du Sacré-Cœur (homonyme).
Les Carmélites du Sacré-Cœur ((es) Carmelitas del Sagrado Corazón) sont une institution religieuse féminine de droit pontifical fondée au Mexique en 1904 par Marie-Louise-Josèphe du Saint-Sacrement. Cette congrégation s'occupe d'éducation des enfants ainsi que du soin des malades.

## Historique
L'histoire de la congrégation a débuté à Atotonilco el Alto dans l'État de Jalisco (Mexique avec María Luisa de la Peña (1866-1937). La jeune femme et son mari, le médecin Pascual Rojas, ouvrent un petit hôpital pour les pauvres (l’hôpital du Sacré-Cœur), dans le cadre des activités de la Société de Saint-Vincent-de-Paul. En 1896, elle devient veuve mais continue ses actions de soins en faveur des pauvres. Le 25 décembre 1904, avec quelques compagnes, elle commence à mener la vie semi-cloîtrée dans son hôpital,.
En 1909, la communauté reçoit de José de Jesús Ortíz (archevêque de Guadalajara), une règle de vie pour organiser la communauté. Mais quelques années plus tard, la communauté part se joindre à la communauté du Saint-Sacrement présente à Zapotlán el Grande. C'est dans le cadre ce cette communauté que Marie-Louise et ses compagnes prononcent leurs vœux religieux le 2 mars 1915. En 1917, María Luisa de la Peña et ses compagnes sont autorisées à se détacher de cette communauté (du Saint-Sacrement) et de revenir à Atotonilco el Alto, où elles restaurent l'hôpital du Sacré-Cœur.
Sur les conseils de l'archevêque José Francisco Orozco y Jiménez, il est demandé à la communauté de se joindre à Tiers-Ordre et le 18 octobre 1920, la petite communauté est rattachée à l'Ordre des Carmes déchaux : la fondatrice et ses six compagnes revêtent l'habit du Carmel et font leur profession le 1er avril 1921.
En raison du climat de persécution religieuse, en 1925 mère Marie-Louise-Josèphe du Saint-Sacrement quitte le Mexique. En 1927, elle s'installe en Californie où elle retrouve d'autres réfugiés mexicains. Maria Luisa reprend alors son travail d'aide aux plus pauvres dans le diocèse de Los Angeles et fonde une nouvelle communauté religieuse  : la congrégation des Sœurs Carmélites du Très Sacré-Cœur de Los Angeles. Cette nouvelle congrégation américaine connait une expansion rapide. En 1929, mère Marie-Louise du Saint-Sacrement peut enfin revenir au Mexique, et en 1930, elle ouvre un noviciat à Guadalajara, d'où les sœurs sont réparties ensuite dans tout le Mexique.
La congrégation reçoit du pape le 25 avril 1949 le Decretum laudis. L'approbation finale par le Saint-Siège est prononcée le 23 juin 1958.

## Activités et diffusion
Les missions des religieuses sont dédiées au soin des malades, à la prise en charge des orphelins et à l'enseignement.
En plus du Mexique, la congrégation est présente en Bolivie, au Chili, en Colombie, en Équateur, au Venezuela, aux Philippines et aux États-Unis le siège du général est à Guadalajara.
En 2017, la congrégation comptait 329 religieuses dans 63 maisons.
La congrégation s'est détachée de la branche californienne qui est devenue la Congrégation des Sœurs Carmélites du Sacré-Cœur de Los Angeles ((en) Carmelite Sisters of the Most Sacred Heart of Los Angeles, sigle O.C.D.), dont la maison généralice est située à l'Alhambra (Californie). En 2017, cette congrégation comptait 12 maisons et 128 religieuses.